# Niwki (Poręba)
Niwki – część miasta Poręba w Polsce, w województwie śląskim, w powiecie zawierciańskim. Do 1956 samodzielna miejscowość, posiadająca w latach 1933–54 własną administrację gromadzką.
Niwki stanowi fizycznie odizolowaną i zarazem najdalej na północny zachód wysuniętą cześć Poręby. Mimo wiejskiego charakteru mają one zwartą zabudowę, głównie wzdłuż ulic Kopernika, Aksamitnej, Ludowej i Baśniowej. Poprzez ulicę Niwecką łączą się z Dziechciarzami, Krzemendą i centrum Poręby.

## Historia
Znane były kuźnice Niwki leżące nieopodal miejscowości Niwki "W roku 1450 Jan z Pilicy [Granowski] w ramach rozliczeń finansowych z siostrą i szwagrem odstępuje Wacławowi ks. opolskiemu m.in. wieś Niwki z dwiema kuźnicami. Można sądzić, iż chodzi o kuźnice położone najbliżej Niwek, czyli Kuźnicę Niwki i Kuźnicę Krzemienda.[...]  Kuźnicy Krzemiendy lub Kuźnicy Poręby dotyczy wiadomość z 1535 r. o zezwoleniu Rafała Pileckiego dla Jana Kleszcza kuźnika z kopalni nad Czarną Przemszą na zbudowanie młyna w dziedzinie Niwki na sadzawkach przynależnych do jego kuźnicy."
Około roku 1596 "kuźnicami niweckimi" zarządzał Walenty Roździeński, który w swoim dziele  „Officina ferraria, abo Huta y Warstat z Kuźniami szlachetnego dzieła Żelaznego” opisywał historię górnictwa i hutnictwa na świecie, w tym kuźnicę z Niwek i okolic.
Od 1867 w gminie Poręba Mrzygłodzka. W latach 1867–1926 Niwki należały do powiatu będzińskiego, a od 1927 do zawierciańskiego. W II RP przynależały do woj. kieleckiego. 31 października 1933 gminę Poręba Mrzygłodzka podzielono na dziewięć gromad. Wieś Niwki utworzyła gromadę o nazwie Niwki w gminie Poręba Mrzygłodzka.
Podczas II wojny światowej włączone do III Rzeszy. Po wojnie gmina przez bardzo krótki czas zachowała przynależność administracyjną, lecz już 18 sierpnia 1945 roku została wraz z całym powiatem zawierciańskim przyłączone do woj. śląskiego.
W związku z reformą znoszącą gminy jesienią 1954 roku, gromada Niwki oraz gromada Leśniaki ze zniesionej gminy Pińczyce w tymże powiecie ustanowiły nową gromadę Niwki. 31 grudnia 1961 gromadę Niwki zniesiono, a jej obszar włączono do gromady Żelisławice.
30 czerwca 1963 wieś Niwki wyłączono  z gromady Żelisławice wyłączono wieś Niwki, włączając ją do osiedla Poręba, przez co Niwki utraciły swoją samodzielność.
1 stycznia 1973 osiedle Poręba otrzymało status miasta, w związku z czym Niwki stały się obszarem miejskim. 27 maja 1975 całą Porębę włączono do Zawiercia, lokując Niwki skrajnie peryferyjnie względem centrum nowego miasta. 1 października 1982 Poręba odzyskała samodzielność, a Niwki stały się ponownie jej częścią.